# Lijst van Nederlandse voetballers
Hieronder volgt een lijst van Nederlandse voetballers.

## A
Gerard Aafjes · Carlos Aalbers · Gert Aandewiel · Patrick van Aanholt · Henny van der Aar · Kees Aarts · Christopher van der Aat · Martijn Abbenhues · Martin Abbenhuis · Yassine Abdellaoui · David Abdul · Liban Abdulahi · Dirk Abels · Gert Abma · Johan Abma · Anass Achahbar · Rochdi Achenteh · Eddy Achterberg · Giorgio Achterberg · John Achterberg · Michiel Achterhoek · Elton Acolatse · Law Adam · Marcel Adam · Michel Adam · Michiel Adams · Johan Adang · Cor Adelaar · Frans Adelaar · Erik van Adelberg · Co Adriaanse · Dick Advocaat · Romeo van Aerde · Berry van Aerle · Jos van Aerts · Maikel Aerts · Ibrahim Afellay · Kemy Agustien · Achmed Ahahaoui · Alami Ahannach · Soufyan Ahannach · Ayoub Ait Afkir · Bert Aipassa · Ismaïl Aissati · Nathan Aké · Joost van Aken · Marcel Akerboom · Jan van den Akker · Sofian Akouili · Fahd Aktaou · Hamdi Akujobi · Furkan Alakmak · Tony Alberda · Suently Alberto · René Alberts · Quentin Albertus · Norbert Alblas · Roland Alberg · Suently Alberto · Quentin Albertus · Bennie Alders · Gerald Alders · Rob Alflen · Shapoul Ali · Adnan Alisic · Mohammed Allach · Quincy Allée · Frans Alma · Pier Alma · Anmar Almubaraki · Marco van Alphen · Jim van Alst · Jeffrey Altheer · Samir Amari · Pelle van Amersfoort · Mawouna Amevor · Mustafa Amezrine · Carlo l'Ami · Rewan Amin · Ahmed Ammi · Nordin Amrabat · Sofyan Amrabat · Zakaria Amrani · Jelte Amsing · Wim Anderiesen · Djavan Anderson · Kenny Anderson · Aad Andriessen · Ype Anema · Henk Angenent · Vurnon Anita · Pelé van Anholt · Edwin van Ankeren · Jarchinio Antonia · Geraldo António · Rodney Antwi · Soufiane Aouragh · Mitch Apau · Bram Appel · Menno van Appelen · Henk den Arend · Berry Arends · Richard Arends · Yener Arıca · Ceylan Arikan · Willem van der Ark · Philippe van Arnhem · Peter Arntz · Sjoerd Ars · Masies Artien · Alfons Arts · Arno Arts · Jan Artz · Wouter Artz · Hans van Arum · Jeffrey van As · Deniz Aslan · Elroy Asmus · Oussama Assaidi · Abdes Assouiki · Kevin van Assouw · Maarten Atmodikoro · Raymond Atteveld · Adil Auassar · Pascal Averdijk · Berthil ter Avest · Hidde ter Avest · Patrick Ax · Amourricho van Axel Dongen · Yassin Ayoub · Yassine Azzagari

## B
Rein Baart · Cees Baas · Roland Baas · Youri Baas · Ryan Babel · Irfan Bachdim · Arold Back · Juninho Bacuna · Leandro Bacuna · Cedric Badjeck · Chrit Baetsen · Aad Bak · Winston Bakboord · Tim Bakens · Beb Bakhuijs · Otman Bakkal · Said Bakkati · Roy Bakkenes · Bas Bakker · Danny Bakker (ADO) · Danny Bakker (Ajax) · Eddy Bakker (1932) · Eddy Bakker (1954) · Edwin Bakker · Erik Bakker · Hans Bakker · Mees Bakker · Nick Bakker · Jacques den Bakker · Istvan Bakx · Jordi Balk · Luuk Balkestein · Pim Balkestein · Wim Balm · Gert Bals · Darryl Bäly · Serge van den Ban · Sigourney Bandjar · Diederik Bangma · Alexander Bannink · Naoufal Bannis · Adnan Barakat · Nacer Barazite · Jaap Barendregt · Peter Barendse · Etienne Barmentloo · Joos van Barneveld · Gilbert Barron · Bert Bartelings · Leen Barth · Martijn Barto · Bilal Başacıkoğlu · Marco van Basten · Clemens Bastiaansen · Jordi Baur · Ömer Bayram · Riechedly Bazoer · Kiran Bechan · Sheraldo Becker · Donny van de Beek · Sven van Beek · Richard Beekink · Paul Beekmans · Hendrik van Beelen · Thomas Beelen · Dick Been · Mario Been · Leo Beenhakker · Raymond Beerens · Roy Beerens · Casper van Beers · Simon van Beers · Sjoerd van Beers · Jacco Beerthuizen · George Beijers · Tom Beissel · Iliass Bel Hassani · Gerald van den Belt · Joey Belterman · Barend Beltman · Hilal Ben Moussa · Rinus Bennaars · Armand Benneker · Ali Benomar · Charlison Benschop · Anthony Bentem · André van Benthem · Hans Bentzon · Milan Berck Beelenkamp · Martijn Berden · Fred Berendonk · Just Berends · Arne van den Berg · Cees van den Berg · Jaap van de Berg · Jeffrey van den Berg · Joey van den Berg · Michiel van den Berg · Peter van den Berg · Piet van den Berg · Ron van den Berg · Sepp van den Berg · Vincent van den Berg · Mitchell van Bergen · Tom van Bergen · Edwin van Berge Henegouwen · Aad van Bergenhenegouwen · Ruud Berger · Dave van den Bergh · Ricky van den Bergh · Gerard Bergholtz · Frank Berghuis · Steven Berghuis · Dennis Bergkamp · Roland Bergkamp · Menno Bergsen · Arjen Bergsma · Léon Bergsma · Steven Bergwijn · Crescendo van Berkel · Marley Berkvens · Jesse Bertrams · Nigel Bertrams · Rowan Besselink · Tom Beugelsdijk · Sam Beukema · Roy Beukenkamp · Jhon van Beukering · Daniël Beukers · Michel Beukers · Nino Beukert · Max van Beurden · Jacques Beusenberg · Mark Bevaart · Jan van Beveren · Wil van Beveren · Rob Bianchi · Jasper de Bie · Anthony Biekman · Brayton Biekman · Ivo den Bieman · Louis Biesbrouck · Koen van der Biezen · Peet Bijen · Lucas Bijker · Glenn Bijl · Klaas Bijl · Pieter Bijl · Stan Bijl · Joel Bijlow · Justin Bijlow · Johan Bijnen · Johan van Bijsterveld · Arie Bijvoet · Mario Bilate · Emre Bilgin · René Binken · Fred Bischot · Diego Biseswar · Stanley Bish · Sendley Sidney Bito · Jordi Bitter · Mounir Biyadat · Marco Bizot · Aleksandar Bjelica · Emmanuel van de Blaak · Arjan Blaauw · Stan van Bladeren · Fred Blankemeijer · Ton Blanker · Sjef Blatter · Pierre Blättler · Tim Blättler · Hans Bleijenberg · Wim Bleijenberg · Evert Bleuming · Daan Blij · Wout van Blijderveen · Daley Blind · Danny Blind · Regi Blinker · Jaap Bloem · Sip Bloemberg · Mark Bloemendaal · Steven de Blok · Hans Blume · Sven Blummel · Myron Boadu · George Boateng · Kevin Bobson · Ilan Boccara · Ricky Bochem · Remon van Bochoven · Charles de Bock · Joop Böckling · Maarten Boddaert · Ferrie Bodde · Pol van Boekel · Rob van Boekel · Luuk te Boekhorst · Claus Boekweg · Mike Boelee · Pieter Boelmans ter Spill · Ale de Boer · Dick de Boer · Diederik Boer · Frank de Boer · Hans Boer · Jan de Boer (1898) · Jan de Boer (1955) · Pascal Boer · Piet den Boer · Richard de Boer · Ronald de Boer · Jeroen Boere · Remco Boere · Tom Boere · Michel Boerebach · Derk Boerrigter · Gino Boers · Age Hains Boersma · Wil Boessen · Jean-Paul Boëtius · Peter Boeve · Dave van Bogaert · Melayro Bogarde · Winston Bogarde · Adrie Bogers · Louis van den Bogert · Victor van den Bogert · Jeremy Bokila · Wim Bokila · Enzio Boldewijn · Mark van Bommel · Ruben van Bommel · Willy van Bommel · Dick Bond · Hans Bond · Theo Bond · Nick de Bondt · Roly Bonevacia · Jo Bonfrère · Otto Bonsema · Karel Bonsink · Erik-Jan van den Boogaard · Mark van den Boogaart · Marco Boogers · Quincy Boogers · Max de Boom · Branco van den Boomen · Mathieu Boots · Alex Booy · Foeke Booy · Lloyd Borgers · Jordy ter Borgh · Guus van der Borgt · Ronald Borrenbergs · Arnold Bos · Henk Bos · Jaap Bos · Jan Bos · Theo Bos · Patrick Bosch · Sander Boschker · Hans Boskamp · Jan Boskamp · Eddy Bosman · John Bosman · Arjan Bosschaart · Pascal Bosschaart · Tinus Bosselaar · Richmond Bossman · Gerrit Bosveld · Henk Bosveld · Roberto Bosveld · Paul Bosvelt · Peter Bosz · Sonny Bosz · Dries Boszhard · René Bot · Jordan Botaka · Willy Bothmer · Sven Botman · Koen Bots · Rachid Bouaouzan · Elbekay Bouchiba · Marcel Boudesteyn · Ilyas Bougafer · Hamza Boukhari · Nourdin Boukhari · Khalid Boulahrouz · Bassou Boulghalgh · Aitze Bouma · Thijs Bouma · Wilfred Bouma · Chris Bouman · Mat Bours · Daoud Bousbiba · Ali Boussaboun · Dries Boussatta · Mbark Boussoufa · Saïd Boutahar · Karel Bouwens · Sicco Bouwer · Pim Bouwman · Frans Bouwmeester · Gerrit Bouwmeester · Ouasim Bouy · Daan Bovenberg · Robert van Boxel · Ruud Boymans · Edson Braafheid · Dennis te Braak · Dylan de Braal · Bram Braam · Jordi Braam · Jaap Braan · Robert Braber · Koen Brack · Geert Braem · Bart van Brakel · Sven Braken · Wout Brama · Tom Bramel · Mattijs Branderhorst · Kevin Brands · Marcel Brands · Ernie Brandts · Stanley Brard · Biko Brazil · Jan van Breda Kolff · Nico de Bree · Daniël Breedijk · Nico van Breemen · Virgil Breetveld · Nicandro Breeveld · René van Breevoort · Kees Bregman · Gregor Breinburg · Reinhard Breinburg · Ronald Breinburg · Ton van Bremen · Joshua Brenet · Hans Bres · Michel Breuer · Hans van Breukelen · Tim Breukers · Karim Bridji · Jordie Briels · Bas van den Brink · Gert van den Brink · René van den Brink · Jory ten Brinke · Roel Brinks · Elso Brito · Philip Brittijn · Brian Brobbey · Joey Brock · Bud Brocken · Michel Broeders · Benjamin van den Broek · Leon Broekhof · André Broeks · Frank Broers · Joost Broerse · Willy Brokamp · John van den Brom · Giovanni van Bronckhorst · Wim Bronger · Raymond Bronkhorst · Ruud Brood · Jan Brooijmans · Wilfried Brookhuis · Jordy Brouwer · Peter Brouwer · Willem Brouwer · Addy Brouwers · Evert Brouwers · Luuk Brouwers · Roel Brouwers · Rashid Browne · Frank Brugel · Damian van Bruggen · Arnold Bruggink · Harry Bruggink · Aschwin de Bruijn · Jordy Bruijn · Dennis de Bruin · Frans de Bruin · Jan Bruin · Chris Bruinen · Jaime Bruinier · Luigi Bruins · Harry Brüll · Jeffrey Bruma · Marciano Bruma · Thomas Bruns · Marvin Brunswijk · Geert Brusselers · Toon Brusselers · Richard Budding · Guido Budziak · Edwin van Bueren · Danny Buijs · Jordy Buijs · Roel Buikema · Henk Buimer · Harry Buisman · Jeffrey Buitenhuis · Thomas Buitink · Job Bulters · Dave Bulthuis · Stijn Bultman · Dick Bults · Floor Buma · Jeu van Bun · Theo van der Burch Mick van Buren · Coen Burg · Peter Burg · Wouter Burger · Floris Burgers · Joop Burgers · Delano Burgzorg · Mitchell Burgzorg · Don Burhenne · Dick van Burik · Bowedee Burleson · Edward Burleson · Lorenzo Burnet · Dave Bus · Michael Buskermolen · Mike Busse · Alexander Büttner · Kees van Buuren · Marcel van Buuren · Wilco van Buuren · Erwin Buurmeijer · Robin Buwalda · Maurice Buys

## C
Freddy ten Caat · Theo ten Caat · Marco Cabo · Jerson Cabral · Ellery Cairo · Ridny Cairo · Rodney Cairo · Sandro Calabro · Gijs Cales · Peter Caljouw · Leo de Caluwé · Christol van Campenhout · Leo Canjels · Mario Captein · Willy Carbo · Ron Carli · Bart Carlier · Jurich Carolina · Mirano Carrilho · Marcel Cas · Luc Castaignos · Romeo Castelen · Marc Castelijn · Geoffrey Castillion · Henk ten Cate · Caner Cavlan · Mustafa Celen · Cihat Çelik · Michael Chacón · Abdelhali Chaiat · Ton du Chatinier · Tjaronn Chery · Youssef Chida · Tahith Chong · Arjan Christianen · Aschwin Christina · Alexander Christovão · Kenneth Cicilia · Nadir Çiftçi · Angelo Cijntje · Cerilio Cijntje · Jasper Cillessen · Jordy Clasie · Mick Clavan · Pong Clemencia · Pelle Clement · Tim de Cler · Martin Clerx · Phillip Cocu · Chris Coenen · Wiel Coerver · Delano a Cohen · Patrick Cohen · Halil Çolak · Jürgen Colin · Rob Collewijn · Jean Colombain · Sylvano Comvalius · Seku Conneh · Jerry Cooke · Louis Coolen · Rini Coolen · Hans Coort · Kaye Coppoolse · Peter Corbijn · Jacky Cordang · Florencio Cornelia · Tim Cornelisse · Yuri Cornelisse · Ton Cornelissen · Jordy van de Corput · Antonio Correia · Anthony Correia · Yannick Cortie · Nick Coster · Wietze Couperus · Gino Coutinho · Robert Cox · Erwin Cramer · Hans Cremer · Rikkert La Crois · Harry Crompvoets · Delano van Crooij · Vito van Crooij · Ulrich Cruden · Johan Cruijff · Jordi Cruijff · Martin Cruijff · Jan Cruijssen · Erik Cummins · Shayron Curiel · Richard Custers

## D
Alessio Da Cruz · Soufiane Dadda · Joop van Daele · Tom Daemen · Maurits van Dalen · Thijs Dallinga · Robert van Dam · Raynick Damasco · Alessandro Damen · Grad Damen · Gerrie Damen · Wessel Dammers · Frans Danen · Alvin Daniels · Joop Daniëls · Arnaut Danjuma · Damil Dankerlui · Erixon Danso · Frits Dantuma · Jouke Dantuma · Brahim Darri · Egbert Darwinkel · Hannie Das · Rudy Das · Ronald Dassen · Matty Dassen · Chris David · Jeremias Carlos David · Trevor David · Edgar Davids · Jaap Davids · Lorenzo Davids · Harry Decheiver · Patrick Deckers · Jordy Deckers · Donovan Deekman · Jordy van Deelen · Hugo Deenen · Wesley Deenen · Rudy Degenaar · Leo Degens · Gerrie Deijkers · Jan van Deinsen · Bennie Dekker · Chris Dekker · Rick Dekker · Tom Dekker · Vince Gino Dekker · Rob Delahaije · Marco van Delden · René van Delft · Aykut Demir · Frank Demouge · Teije ten Den · Dennis Dengering · Harry Dénis · Hans Denissen · Romano Denneboom · Stefano Denswil · Memphis Depay · Frans Derix · Harold Derix · Dirk Jan Derksen · Johan Derksen · Stijn Derkx · Fernando Derveld · Boy Deul · Jamal Dibi · Patrick van Diemen · Mark Diemers · Theo Dierckx · René van Dieren · Kevin van Diermen · Arjan van Dijk · Dick van Dijk · Dominique van Dijk · Gé van Dijk · Gregoor van Dijk · Hubert Dijk · Jan van Dijk · Leon van Dijk · Lubbe van Dijk · Mark van Dijk · Marten Dijk · Rob van Dijk · Ryan van Dijk · Sergio van Dijk · Virgil van Dijk · Henk Dijkhuizen · Marinus Dijkhuizen · Paul Dijkmans · Mitchell Dijks · Gerrie Dijkstra · Herman Dijkstra · Johan Dijkstra · Mart Dijkstra · Meindert Dijkstra · Sieb Dijkstra · Michael Dikken · Kevin Diks · Frank Dikstaal · Coen Dillen · Tjalling Dilling · Michael Dingsdag · Daan van Dinter · Martin van Dinter · Ivar van Dinteren · Julius Dirksen · Jürgen Dirkx · Henk Dirven · Charles Dissels · Daan Disveld · Barry Ditewig · Dimitri Djollo · Stef Doedée · Danilho Doekhi · Björn van der Doelen · Lloyd Doesburg · Michel Doesburg · Pim Doesburg · Hüseyin Doğan · Jan Dommering · Luciano Dompig · Mitchell Donald · Mathijs Donatz · Ruud Donders · Ryan Donk · Dylan Donkers · Arno Doomernik · Sven van Doorm · Pim van Dord · Steve van Dorpel · Jef Dorpmans · Emiel Dorst · Bas Dost · Douglas · Darl Douglas · Martin Drent · Royston Drenthe · Mels van Driel · Huub Driessen · Jay Driessen · Joël Drommel · Rick van Drongelen · Wouter Dronkers · Epi Drost · Henrico Drost · Jeroen Drost · Jesper Drost · Klaas Drost · Wout Droste · Ferdy Druijf · Jan Druyts · Laros Duarte · Lerin Duarte · Marciano Duda · Gert-Jan Duif · Jaap van Duijn · Rein van Duijnhoven · Alex van Duijvenbode · Bert van Duijvenbode · Edwin Duim · Marco van Duin · René van der Duin · Mike van Duinen · Sander Duits · Theo van Duivenbode · Simon van Duivenbooden · Willy Dullens · Denzel Dumfries · Chris van den Dungen · Hans van den Dungen · Ruud van den Dungen · John den Dunnen · Martin van Duren · Johnny Dusbaba · Wim Dusseldorp · Donny van der Dussen · Henk Duut · Orhan Džepar

## E
Arjan Ebbinge · Kyle Ebecilio · Lorenzo Ebecilio · Joost Ebergen · Tyronne Ebuehi · Soufian Echcharaf · Lee-Roy Echteld · Jos van Eck · René van Eck (1939) · René van Eck (1966) · Jan Willem van Ede · Tonny van Ede · Jack Edelbloedt · Steven Edwards · Espen van Ee · Herman van Eekeres · Tim Eekman · Tom van Eenennaam · Kingsley Ehizibue · Leo Ehlen · Rens van Eijden · René Eijer · Collin van Eijk · Marc van Eijk · René Eijkelkamp · Hans Eijkenbroek · Emiel van Eijkeren · Irvingly van Eijma · Frank van Eijs · Carel Eiting · Jurgen Ekkelenkamp · Karim El Ahmadi · Youssef El Akchaoui · Mounir El Allouchi · Zakaria El Azzouzi · Stanley Elbers · Marcel Elberse · Mario Eleveld · Anwar El Ghazi · Rafik El Hamdi · Mounir El Hamdaoui · Mohamed El Hankouri · Redouan El Hankouri · Eljero Elia · Adham El Idrissi · Mostapha El Kabir · Ali El Khattabi · Juul Ellerman · Mohamed El Makrini · Ferdi Elmas · Mimoun Eloisghiri · Menno van Elsas · Kurt Elshot · Mitchell Elshot · Rachid El Yaakoubi · Richard Elzinga · Wilfried Elzinga · Urby Emanuelson · Emmanuel Emegha · Raymon van Emmerik · Marvin Emnes · Jan Endeman · Mark Engberink · Kjelt Engbers · Orlando Engelaar · Yvo van Engelen · Frank Ensink · Bjorn Eppenga · Hans Erkens · Dick Ernst · Ronny van Es · Dion Esajas · Etiënne Esajas · Harvey Esajas · Malcolm Esajas · Silvinho Esajas · Noud van Esdonk · Silvinho Esajas · Raoul Esseboom · Frans van Essen · Kevin van Essen · Anne Evers · Brenny Evers · Remco Evers · Ties Evers · Jan Everse jr. · Jan Everse sr. · Tarik Evre · Milan van Ewijk

## F
Ernest Faber · Robin Faber · Gino Facenna · Karim Fachtali · Winston Faerber · Raymond Fafiani · Hicham Faik · Rodney Falix · Erik Falkenburg · Jorzolino Falkenstein · Mohammed Faouzi · Reginald Faria · Lassana Faye · Haaije Feenstra · Gino Felixdaal · Leroy Fer · Carlito Fermina · Guyon Fernandez · Maickel Ferrier · John Feskens · Jim van Fessem · Peter Feteris · Renze Fij · Sander Fischer · Ryan Flamingo · Mark-Jan Fledderus · Marcel Fleer · Mark Flekken · Zian Flemming · Melvin Fleur · Niels Fleuren · Frits Flinkevleugel · Sherel Floranus · Jahmill Flu · Maarten de Fockert · Ries Fok · Navarone Foor · Jan Formannoy · Carlos Fortes · Jeffry Fortes · Alfons Fosu-Mensah · Guy François · Purrel Fränkel · Ray Fränkel · Peter Franken · Piet Fransen (Groningen) · Piet Fransen (Vlierden) · Henk Fraser · Fabian de Freitas · Erwin Friebel · Loek Frijns · Jeremie Frimpong · Robert Fuchs · Grads Fühler · Jeroen Fühler · Johan Fühler · Cerezo Fung a Wing

## G
Jordan van der Gaag · Mitchell van der Gaag · Louis van Gaal · Juriën Gaari · Jan Gaasbeek · Cody Gakpo · Geoffrey Galatà · Barry van Galen · Martijn van Galen · Hans Galgenbeld · Hans Galjé · Joop Gall · Safan Garden · Koen Garritsen · Jean-Paul van Gastel · Tigran Gazarjan · Martin van Geel · Peet Geel · Joep van Geelkerken · Ruud Geels · Rick Geenen · John van Geenen · Mike de Geer  · Lutsharel Geertruida · Arne van Geffen · Ben van Gelder · Desmond Gemert · Dennis Gentenaar · Marco Gentile · Leroy George · Peter Gerards · Herman Gerdsen · Niels Gerestein · Ben Gerritsen · Dennis Gerritsen · Maico Gerritsen · Patrick Gerritsen · André van Gerven · Jan Gerver · Sander van Gessel · Jan van Gestel · François Gesthuizen · Elden de Getrouwe · Zef Geurten · Mart van de Gevel · Aron Gielen · Roderick Gielisse · Jack de Gier · Piet Giesen · Cor van der Gijp · Dennis van der Gijp · René van der Gijp · Wim van der Gijp · Dyon Gijzen · Tim Gilissen · Hans Gillhaus · Richard van Gils · Wanny van Gils · Marco van Ginkel · Paul Gladon · Ulrich van Gobbel · Gill Göbel · Edwin Godee · Joey Godee · Giovano Gödeken · Aart Goedhart · Ed de Goeij · Fred Goemans · Leendert de Goeij · Serdar Gökkaya · Kevin Gomez Nieto · Harrie Gommans · Peter Gommeren · Colin van Gool · Steve Goossen · Jan Goossens · John Goossens · Noël Goossens · Roy Goossens · Wilbert Goossens · Henk van Goozen · Thijmen Goppel · Toine Gorissen · Ferhat Görgülü · Jan van Gorp · Dean Gorré · Kenji Gorré · Coen Gortemaker · Donny Gorter · Edwin Gorter · Kevin Görtz · Rinus Gosens · Bas Gösgens · Jan Gösgens · Erik Gouda · Kenneth Goudmijn · Kenzo Goudmijn · Richard Goulooze · Ninos Gouriye · Raimond van der Gouw · Jeffrey Gouweleeuw · Bert Gozems · Edwin de Graaf · Jaan de Graaf · Roel de Graaff · Ronald Graafland · Raymond Graanoogst · Maurice Graef · Giovanni Gravenbeek · Danzell Gravenberch · Ryan Gravenberch · Serginho Greene · Bart Griemink · Fred Grim · Henk Grim · Jan van Grinsven · Ab Gritter · Eric Groeleken · René Groen · Joey Groenbast · Alfons Groenendijk · Hans Groenendijk · Jan Groenendijk · Piet Groeneveld · Jan Groeneweg · Nicky van de Groes · Stef Gronsveld · Cees Groot · Henk Groot · Bart de Groot · Donny de Groot · Pleun de Groot · Ron de Groot · Roy Grootaert · Dammyano Grootfaam · Melvin Grootfaam · Indy Groothuizen · Guillano Grot · Jay-Roy Grot · Sherwin Grot · Gerard Gruisen · René Grummel · Edwin Grünholz · Wouter Gudde · Danny Guijt · Kees Guijt · Michel van Guldener · Ruud Gullit · Lars Gulpen · Cedric van der Gun · Gert Peter de Gunst · Ton Guijt · Jonathan de Guzman · Edwin Gyasi · Raymond Gyasi

## H
Guus Haak · Arie Haan · Christian de Haan · Erik de Haan · Ferry de Haan · Foppe de Haan · Henk de Haan · Michel Haan · Albert van der Haar · Hans van de Haar · Martin Haar · Ramon van Haaren · Ricky van Haaren · Bobby Haarms · Fons van Haastrecht · Winnie Haatrecht · Joost Habraken · Anouar Hadouir · Lex van Haeften · Devin Haen · Giel Haenen · Erik ten Hag · Hanne Hagary · Arjen Hagenauw · Warner Hahn · Richard Haklander · Arsenio Halfhuid · Jan Halle · Leo Halle · Jan van Halst · Harry van den Ham · Maurice van Ham · Piet Hamberg · Mohamed Hamdaoui · Gustavo Hamer · Ronald Hamming · Ype Hamming · Gert van Hanegem · Willem van Hanegem · Hubert Hanneman · Johan Hansma · Eugène Hanssen · Nico Hanssen · Ridgeciano Haps · Bertus de Harder · Jeff Hardeveld · Cor van der Hart · Mickey van der Hart · Chris Hartjes · Quilindschy Hartman · Nils den Hartog · Doğucan Haspolat · Carlos Hasselbaink · Jimmy Floyd Hasselbaink · Marvin Hasselbaink · Nigel Hasselbaink · Hans Hateboer · Jorrel Hato · Stevie Hattu · Pantelis Hatzidiakos · Mike Havekotte · Dido Havenaar · Ben Haverkort · Johan Havermans · Thom Haye · Gerdo Hazelhekke · Jan Paul van Hecke · Puck van Heel · Hans Heeren · Henri Heeren · Marco Heering · Kai Heerings · Freek Heerkens · Remco Heerkens · Ron Heesakkers · Sander Heesakkers · Willie Heesakkers · Dirk Heesen · Roy Heesen · Joop Heezen · Marc Hegeman · Arjen van der Heide · Frans van der Heide · Joop van der Heide · Marco van der Heide · Ruud ter Heide · Sandor van der Heide · Erik Heijblok · Ted Heijckmann · Dennis van der Heijden · Jan-Arie van der Heijden · Pascal Heije · Nol Heijerman · Harrie Heijnen · John Heijster · John Heitinga · Jan van 't Hek · Glenn Helder · Eric Hellemons · Dick Helling · Wilco Hellinga · Sergio Hellings · Marcel van Helmond · Albert Helsper · Roel van Hemert · Michiel Hemmen · Rick Hemmink · Raoul Henar · Joop Hendricks · Bas Hendriks · Jos Hendriks · Jurgen Hendriks · Peter Hendriks (voetballer, 1958) · Peter Hendriks · Reinder Hendriks · Ronald Hendriks · Sam Hendriks · Terry Hendriks · Thijs Hendriks · Jan Hendriksen · Roy Hendriksen · Jorrit Hendrix · Nick Hengelman · Peter van der Hengst · Francois Herben · Edwin Hermans · Jacques Hermans · Erwin Hermes · Ferdino Hernandez · Jos van Herpen · Youssouf Hersi · Damien Hertog · Kai van Hese · Léon Hese · Danny Hesp · Ruud Hesp · Willem Hesselink · Jeroen Heubach · Richard van Heulen · Ruud Heus · Arjan van Heusden · Jasper Heusinkveld · Arafath Heuvel · Arturo ten Heuvel · Jan van den Heuvel · Laurens ten Heuvel · Hector Hevel · Jelle van der Heyden · Tom Hiariej · Guus Hiddink · Karel Hiddink · René Hiddink · Joop Hiele · Ronald Hikspoors · Cor Hildebrand · Edwin Hilgerink · Rick Hilgers · Delano Hill · Bart van Hintum · Marc van Hintum · Giovanni Hiwat · Patrick Hobbelen · Marc Höcher · Davy Hodselmans · Wesley Hoedt · Jergé Hoefdraad · Frans Hoek · Hans van der Hoek · Milan Hoek · Oeki Hoekema · Danny Hoekman · André Hoekstra · Koko Hoekstra · Peter Hoekstra · Sape Hoekstra · Danny Hoesen · Coen van der Hoeven · Jochem van der Hoeven · Wim Hofkens · Kevin Hofland · Maurice Hofman · René Hofman · Bennie Hofs · Henk Hofs · Nicky Hofs · Arno Hofstede · Bernard Hofstede · Peter Hofstede · Tim Hofstede · Thijs van Hofwegen · Jesper Hogedoorn · Frank Hol · Grafton Holband · Robby Holder · Danny Holla · Dick Hollander · Dave Hollanders · Dennis Hollart · Ruben Hollemans · John Holshuijsen · Marco Holster · Edwin van Holten · Wout Holverda · Melvin Holwijn · Patrick Hondeveld · Robert Hoofs · Johan van der Hooft · Marco van Hoogdalem · John van den Hoogenband · Rick Hoogendorp · Jeffrey Hoogervorst · Adrie Hoogesteger · Berry Hoogeveen · Dillon Hoogewerf · Justin Hoogma · Nico-Jan Hoogma · Jordi Hoogstrate · Geraldo Hoogvliets · Elson Hooi · Pierre van Hooijdonk · Sydney van Hooijdonk · Jos Hooiveld · Ronald Hoop · Fred van der Hoorn · Mike van der Hoorn · Jizz Hornkamp · Olivier ter Horst · Wim van der Horst · Eelco Horsten · Thomas Horsten · Brutil Hosé · Roald van Hout · Thomas van den Houten · Xander Houtkoop · Peter Houtman · Max Houttuin · Henk Houwaart · Thijs Houwing · Hugo Hovenkamp · Arthur Hoyer · Piet Hubers · Max Huiberts · Thomas Huijben · Piet Huijg · Mats van Huijgevoort · Sander van Huijksloot · Kevin Huijsman · Daan Huiskamp · Marcel Huisman · Robin Huisman de Jong · Pieter Huistra · Toine van Huizen · Willem Huizing · Harris Huizingh · Gerard Hullegie · Barry Hulshoff · Ben Hulshoff · Dennis Hulshoff · André Hulshorst · Santy Hulst · Luuk Hultermans · Arjan Human · Torino Hunte · Klaas-Jan Huntelaar · Enzo Huntink · Willem Hupkes · Guus Hupperts · Anthony van den Hurk · Ton van den Hurk · Pascal Huser · Theo Husers · Lars Hutten · Leon Hutten · Rob Hutting · Johan Huybregts · Dave Huymans · Donny Huijsen

## I
Daan Ibrahim · Fouad Idabdelhay · Oussama Idrissi · Kees van Ierssel · Raily Ignacio · Mohamed Ihattaren · Cedric Ihalauw · Tom IJzerman · René IJzerman · Lex Immers · Silvan Inia · Milad Intezar · Ricardo Ippel · Shabir Isoufi · Rinus Israël

## J
Bas Jacobs · Brian Jacobs · Jaap Jacobs · Regilio Jacobs · Toon Jacobs · Ves Jacobs · Wim Jacobs · Kew Jaliens · Nico Jalink · Gaby Jallo · Rangelo Janga · Daryl Janmaat · Paul Jans · Ron Jans · Jens Janse · Anco Jansen · Bart Jansen · Bert Jansen · Frans Jansen · Geert Jansen · Jochem Jansen · Johan Jansen · Johnny Jansen · Kees Jansen · Kevin Jansen · Koen Jansen · Michael Jansen · Nico Jansen · Richard Jansen · Roland Jansen · Rudy Jansen · Ruud Jansen · Stefan Jansen · Wim Jansen · Anton Janssen · Bert-Jan Janssen · Bryan Janssen · Dennis Janssen · Frans Janssen · Henk Janssen · Jarno Janssen · Joop Janssen · Joris Janssen · Mark Janssen · Noud Janssen · Paul Janssen · Roel Janssen (1975) · Roel Janssen (1990) · Simon Janssen · Theo Janssen · Tim Janssen · Vincent Janssen · Willem Janssen · Willy Janssen · Cas Janssens · Felino Jardim · Fred Jaski · Noah Jaspers · Julian Jenner · Jan Jeuring · Mylian Jiménez · Arco Jochemsen · Collins John · Joshua John · Ola John · Paddy John · Martin Jol · Chaly Jones · André de Jong · Dave de Jong · Frenkie de Jong · Jan de Jong · Jean-Paul de Jong · Jerry de Jong · John de Jong (1966) · John de Jong (1977) . Kees de Jong (1929) . Kees de Jong (1953) · Luuk de Jong · Maarten de Jong · Marco de Jong · Max de Jong · Nick de Jong · Nigel de Jong · Siem de Jong · Theo de Jong · Calvin Jong-A-Pin · Jan Jongbloed · Renaldo Jongebloet · Gerrie de Jonge · Jan de Jonge · Diego Jongen · Ricardo de Jongh · Anton Jongsma · Pascal Jongsma · Jaap Jonk · Wim Jonk · Arie Jonker · Jos Jonker · Yvo Joordens · Anton Joore · Dave Joosten · Patrick Joosten · Guus Joppen · Florian Jozefzoon · Peter Jungschläger · Jurrick Juliana · Hidde Jurjus · Gillian Justiana

## K
Arjan van der Kaaij · Lion Kaak · Tom Kaak · Daniël van Kaam · Rob van der Kaay · Tarik Kada · Ferdi Kadıoğlu · Ekrem Kahya · Ruud Kaiser · Anouar Kali · Moussa Kalisse · Tom Kalkhuis · Issa Kallon · Fatih Kamaçi · Lloyd Kammeron · Guido van de Kamp · Ton Kamphues · Joeri de Kamps · Alex Kamstra · Jan Kan · Piet de Kant · Piet Kantebeen · Leon Kantelberg · Johan Kappelhof · Mitchell Kappenberg · Khalid Karami · John Karelse · Diego Karg · André Karnebeek · Frank Karreman · Rick Karsdorp · Gervane Kastaneer · Omar Kavak · Sergio Kawarmala · Cees Keizer · Gerrit Keizer · Marcel Keizer · Piet Keizer · Orpheo Keizerweerd · Rob Kelderman · Sander Keller · André Kemper · Jack Kemper · Peter Kemper · Ab Kentie · Gyrano Kerk · Bram van Kerkhof · Gerard van de Kerkhof · René van de Kerkhof · Sven van de Kerkhof · Willy van de Kerkhof · Pierre Kerkhoffs · Gerard Kerkum · Dolf Kerklaan · Benny Kerstens · Leo Kerstges · Sinan Keskin · Eric van Kessel · Gino van Kessel · Jeffrey Ket · Jeroen Ketting · Rick Ketting · Theo Keukens · Piet Keur · Tim Keurntjes · Cees Kick · Maik van den Kieboom · Ricardo Kieboom · Robbin Kieft · Wim Kieft · Maikel Kieftenbeld · Aad Kila · Hasan Kılıç · Mats van Kins · Ricardo Kip · Rob de Kip · Kevin van Kippersluis · Ricardo Kishna · Kees Kist · Teun Kist · Dominique Kivuvu · Robert Klaasen · Davy Klaassen · Jan Klaassens · Sean Klaiber · Ruben Klaver · Lorenzo van Kleef · Frenk van der Kleij · Mike Kleijn · Harry Klein · Marcel Kleizen · Joop de Klerk · Gerrie Kleton · Jan Klijnjan · Frans van der Klink · Daan Klinkenberg · Ronald Klinkenberg · Gersom Klok · Marc Klok · René Klomp · Tieme Klompe · Alex Klompstra · Wilco Klop · Oger Klos · Jan Klouwer · Gerrit Kluin · Pepijn Kluin · Justin Kluivert · Patrick Kluivert · Andro Knel · Alfred Knippenberg · Mats Knoester · Ruud Knol · Abe Knoop · Richard Knopper · Kjell Knops · Glenn Kobussen · Serhat Koç · Menno Koch · Johan de Kock · Milan de Koe · Erwin Koeman · Martin Koeman · Ronald Koeman · Erwin Koen · Henk Koenders · Joop Koenders · Milano Koenders · Frans Koenen · Maurice Koenen · Herman Koers · Melvin Koetsier · Danny Koevermans · Wim Koevermans · Leon de Kogel · Ruben Kogeldans · Paul Kok · Robert Kok · Orkun Kökçü · Niels Kokmeijer · Marnix Kolder · Melvin Kolf · Santi Kolk · René Kolmschot · Rodney Kongolo · Terence Kongolo · Gerry Koning · Hans de Koning · Marcel Koning · Joey Konings · Ties Konings · Tim Konings · Bert Konterman · Dick Kooijman · Frank Kooiman · Wim Kooiman · Jeffrey Kooistra · Werner Kooistra · Ruud Kool · Patrick Koolen · Dean Koolhof · Jurrie Koolhof · Ryan Koolwijk · Coy Koopal · Martin Koopman · Tjeerd Koopman · Luuk Koopmans · Peer Koopmeiners · Teun Koopmeiners · Rogier Koordes · Marco Koorman · Adick Koot · Marc Koot · Cees van Kooten · Mike van der Kooy · Dico Koppers · Joop Korebrits · Joop Korevaar · Tjeerd Korf · Cees Kornelis · Frank Korpershoek · Michel van de Korput · Willem Korsten · Geert de Kort · Giovanni Korte · Jan Korte · Roy Kortsmit · Romario Kortzorg · Bok de Korver · Frans Körver · Jo Körver · Ayouba Kosiah · Adrie Koster · Ewald Koster · Badre Kotbani · Youssef Koubali · Aad Koudijzer · Kees Koudstaal · Jack Koumans · Wilmer Kousemaker · Frank van Kouwen · Piet Kraak · Eddy Kraal · Adrie van Kraaij · Hans Kraay jr. · Hans Kraay sr. · Jordy van de Kracht · Chiel Kramer · Frank Kramer · Gerrit Kramer · Lars Kramer · Michiel Kramer · Ruud Kras · Wim Kras · Michel Kreek · Bertram Kreekels · Reinier Kreijermaat · Kees Krijgh (senior) · Kees Krijgh (junior) · Dennis Krijgsman · Ad Krijnen · Wilco Krimp · Dennis Krohne · Ruud Krol · Elroy Kromheer · Jan Kromkamp · Tom Krommendijk · Jack de Kroon · Michel Kruijer · Ton de Kruijk · Quin Kruijsen · Jelle van Kruijssen · Michel Kruin · Michael van der Kruis · Sander Kruis · Arnold Kruiswijk · Piet Kruiver · André Krul · Tim Krul · Edwin de Kruyff · Gert Kruys · Rick Kruys · Hendrie Krüzen · Willy van der Kuijlen · Kees Kuijs · Dirk Kuijt · Piet van der Kuil · Jessey Kuiper · Martijn Kuiper · Nicky Kuiper · Bas Kuipers · Michel Kuipers · Nick Kuipers (1988) · Nick Kuipers (1992) · Johan Kulhan · Theo Kulsdom · Christian Kum · Jorrit Kunst · Harmen Kuperus · Gerard Kuppen · Koos Kuut · Brandley Kuwas · Kees Kwakman · Klaas Kwakman · Wim Kwakman · Derre Kwee

## L
Tscheu La Ling · Koen van de Laak · Martin Laamers · Arjan van der Laan · Dirk van der Laan · Harry van der Laan · Martijn van der Laan · Robin van der Laan · Marco de Laat · Zakaria Labyad · Darryl Lachman · Jo Lacroix · Piet Lagarde · Wim Lagendaal · Heimen Lagerwaard · Soufiane Laghmouchi · Vladimir Laisina · Toshio Lake · Hannes Lalopua · Jeroen Lambers · Hay Lamberts · Lars Lambooij · Michael Lamey ·  Dirk Lammers · Gregory Lammers · Jan Lammers · John Lammers · Sam Lammers · Roberto Lanckohr · Tjeerd van 't Land · Wim Landman · Rob Landsbergen · Denny Landzaat · Noa Lang · Jelle de Lange · Paul de Lange · Pieter Langedijk · Rik van de Langenberg · Michel Langerak · Joop Lankhaar · Dyllan Lanser · Quido Lanzaat · John Laponder · Aron van Lare · Louis Laros · Terry Lartey Sanniez · Theo Laseroms · Bart Latuheru · Caifano Latupeirissa · Marc Latupeirissa · Rik Laurs · Jan Lecker · Urvin Lee · Patrick Leeflang · Tommie van der Leegte · Ad Leemans · Clint Leemans · Frank van Leen · Pieter van Leenders · Aad Leenheer · Benjamin van Leer · Ilja van Leerdam · Kelvin Leerdam · Carlo de Leeuw · Leo de Leeuw · Melvin de Leeuw · Michael de Leeuw · Marcellino van der Leeuw · Henk van Leeuwen · Timon van Leeuwen · Tonny van Leeuwen · Peter Leeuwenburgh · John Leeuwerik · Ramon Leeuwin · Bas Leferink · Niki Leferink · Richal Leitoe · Jeffrey Leiwakabessy · Julian Lelieveld · Henk Lelieveld · Jeroen van der Lely · Gerard van der Lem · Cor Lems · Ronald Lengkeek · Jeremain Lens · Sigi Lens · Abe Lenstra · Arie van Lent · Raymond Lenting · Willem Letemahulu · Timo Letschert · Sjaak Lettinga · Gerard van Leur · Erwin Leurink · Willem Leushuis · Fred Leusink · Tobias Levels · Fernando Lewis · Peter van der Leij · André van der Ley · Alwin Leysner · Raymond Libregts · Thijs Libregts · Mart Lieder · Roël Liefden · Elmo Liefink · Marcel Liesdek · Ruben Ligeon · Matthijs de Ligt · Stefano Lilipaly · Josimar Lima · Dominggus Lim-Duan · Antoine van der Linden · Cees van der Linden · Jop van der Linden · Tonny van der Linden · Marcel Lindenaar · Björn Lindenbergh · Olaf Lindenbergh · Hans Linders · Bob Lindhout · Evert van Linge · Ortwin Linger · Edward Linskens · Bryan Linssen · Edwin Linssen · Jan Linssen · Sjoerd Linssen · Evert Linthorst · Patrick Lip · Willi Lippens · Junior Livramento · Jürgen Locadia · Hugo Lochtenbergh · Patrick Lodewijks · Huub Loeffen · Robbert te Loeke · John van Loen · Youri Loen · John van Loenhout · Jermano Lo Fo Sang · Jan Lohman · Cees Lok · Ton Lokhoff · Theo van Londen · Didi Longuet · Mat Loo · Brian van Loo · Augustine Loof · Niek Loohuis · Erwin van de Looi · Marcel Looijer · Stijn de Looijer · Erwin Looms · Mark Looms · Jack van Loon · Winand van Loon · Robert Loontjens · Mark de Loor · Glenn Loovens · Hans Loovens · Cecilio Lopes · Patrick Lopes Martins da Veiga · Santinho Lopes Monteiro · Tyrone Loran · Dirk Lotsij · Frits Louer · Eli Louhenapessy · Oni Louhenapessy · Jelle de Louw · Jan Louwers · Harry Lubse · Derrick Luckassen · Kevin Luckassen · Theo Lucius · Eric van der Luer · Klaas Lugthart · Jos Luhukay · Kees Luijckx · Mark Luijpers · Ramon Luijten · Gijs Luirink · Cor Luiten · Ramon Lujano Benavides · Frank Lukassen · Jody Lukoki · Jeroen Lumu · Anthony Lurling

## M
Nassir Maachi · Mark van der Maarel · Jean Maas · Pascal Maas · Rob Maas · Robert Maaskant · Lambert Maassen · Dalian Maatsen · Darren Maatsen · Ian Maatsen · Ingmar Maayen · Sherjill Mac-Donald · Stanley MacDonald · Calvin Mac-Intosh · Hedwiges Maduro · Coen Maertzdorf · Luuk Maes · René Maessen · Arjan Magielse · Barry Maguire · Aschraf El Mahdioui · Adam Maher · Mimoun Mahi · Roy Makaay · Josemar Makiavala · Tyrell Malacia · Adri van Male · Donyell Malen · Fons Mallien · Dion Malone · Adam Mami · Erik Manders · Jurjan Mannes · Miel Mans · Aad Mansveld · Elvis Manu · Bram Marbus · Cees Marbus · Dirk Marcellis · Levi Marengo · Ludcinio Marengo · Luc Mares · Nico Mares · Richonell Margaret · Gianluca Maria · Eugène Marijnissen · Ton Marijt · Wouter Marinus · Gévero Markiet · Gerard Marsman · Nick Marsman · Theo Martens · Angelo Martha · Benjamin Martha · Cuco Martina · Derwin Martina · Javier Martina · Shermaine Martina · Shermar Martina · Bruno Martins Indi · Quenten Martinus · Shelton Martis · Robbert Maruanaya · Bert van Marwijk · Peter Maseland · Jethro Mashart · Milan Massop · Pierre Massy · Enoch Mastoras · Patrick ter Mate · Peter Matena · Justin Mathieu · Jens Mathijsen · Joris Mathijsen · Danny Mathijssen · Jurgen Mattheij · Paul Matthijs · Azor Matusiwa · Joop van Maurik · Jessy Mayele · Kelvin Maynard · Noussair Mazraoui · Henk Medik · Haris Međunjanin · Ben Meedendorp · Dave van der Meer · Erik van der Meer · Nico van der Meer · Richard van der Meer · Rick van der Meer · Robin van der Meer · Martijn Meerdink · Toon Meerman · Marcel Meeuwis · Hans Meeuwsen · Andy van der Meijde · Wim van der Meijden · Bert de Meijer · Bjorn Meijer · Erik Meijer · Geert Meijer · Henny Meijer · Jan Meijer · Rogier Meijer · Stijn Meijer · Henry Meijerman · Aaron Meijers · Pauke Meijers · Paul Meijers · Wim Meijers · Léon Meys · Danny van den Meiracker · Mario Melchiot · Eef Melgers · Harry Melis · Noud van Melis · Haris Memiç · David Mendes da Silva · Ahmad Mendes Moreira · Garry Mendes Rodrigues · Queensy Menig · Kofi Mensah · Bertus Mensert · Danny Menting · Tom Menting · Damiën Menzo · Stanley Menzo · Pepijn van de Merbel · Papito Merencia · Hurşut Meriç · Leen van de Merkt · Dylan Mertens · Jef Mertens · Eric van de Merwe · Peter van de Merwe · Fouzi Mesaoudi · Ferry Mesman · Ali Messaoud · Shkodran Metaj · Abdel Metalsi · Edward Metgod · John Metgod · Rudy Metz · Cor de Meulemeester · Timothy van der Meulen · Erik Meulendijk · Rihairo Meulens · John Meuser · Melle Meulensteen · Jeroen Meurs · Wim Meutstege · Geoffrey Meye · Jan Michels · Rinus Michels · Diego Michiels · Henny Michielsen · Daryl van Mieghem · Ken van Mierlo · Toine van Mierlo · Piet van Miert · Theo Migchelsen · Hilmi Mihci · Humphrey Mijnals · Sven Mijnans · Dustin Mijnders · Antoni Milambo · Gerrit Mintjes · Damon Mirani · Cendrino Misidjan · Virgil Misidjan · Kevin Moeliker · Oscar Moens · Zain Moghal · Youness Mokhtar · Beau Molenaar · Johan Molenaar · Keje Molenaar · Mario Molenaar · Robert Molenaar · Rogier Molhoek · Alexander Mols · Michael Mols · Michel Mommertz · Ricardo Moniz · Kenneth Monkou · Jan Monster · Sanny Monteiro · Wim Moorman · Paco van Moorsel · Gerard van Moorst · Dani van der Moot · Jos Mordang · Soufian Moro · Egbert ter Mors · Aad de Mos · Karim Mossaoui · Frank van Mosselveld · Coen Moulijn · Samir El Moussaoui · Hawbir Moustafa · Ibad Muhamadu · Arnold Mühren · Gerrie Mühren · Robert Mühren · Anne Mulder · Bob Mulder · Dustley Mulder · Erwin Mulder · Hans Mulder (1954) · Hans Mulder (1987) ·Jan Mulder (1945) · Jan Mulder (1961) · Jan Mulder (1964) · Justin Mulder · Nick Mulder · Youri Mulder · Dick Mulderij · Eef Mulders · Paul Mulders · Bennie Muller · Danny Muller · Wim Muller · Robin Muller van Moppes · Frans de Munck · Cees van de Munnik · Richie Musaba · Kiki Musampa · Riga Mustapha · John Mutsaers · Bart van Muyen

## N
Junas Naciri · Lesley Nahrwold · Muslu Nalbantoğlu · Adri Nanlohy · Dick Nanninga · Furdjel Narsingh · Luciano Narsingh · David Nascimento · Gijs Nass · Mohamed Nassoh · Imran Nazih · Jan Nederburgh · Hennie van Nee · Wilburt Need · Jef de Neeling · Armand Neeskens · Hans Neeskens · Johan Neeskens · John Neijenhuis · Tim Nelemans · Toon Nelemans · Casper Nelis · Robin Nelisse · Miquel Nelom · Gregory Nelson · Gevaro Nepomuceno · Jeffrey Neral · Marcel van der Net · Peter Netten · Yoëll van Nieff · John van Nielen · Reuven Niemeijer · Leonard Nienhuis · Dave Nieskens · Norichio Nieveld · John Nieuwenburg · Steef Nieuwendaal · Jörg van Nieuwenhuijzen · Kees van Nieuwenhuizen · Leon van Nieuwkerk · Bart Nieuwkoop · Thijs Nieuwland · Lars Nieuwpoort · Sven Nieuwpoort · Jos van Nieuwstadt · Boy Nijgh · Daniël Nijhof · Boy Nijholt · Gianluca Nijholt · Luc Nijholt · Alfred Nijhuis · Ben Nijhuis · René Nijhuis · Arnold Nijkamp · Stefan Nijland · Pascal de Nijs · Angelo Nijskens · Frans Nijssen · Makkie Nijssen · Toon Nijssen · Ruud van Nistelrooij · Michel Nok · Frits Nöllgen · Dennis de Nooijer · Gérard de Nooijer · Jeremy de Nooijer · Regillio Nooitmeer · Farshad Noor · Tom Noordhoff · Mark Noorlander · Bas van Noortwijk · Paul Nortan · Tijjani Noslin · Jan Notermans · René Notten · Abdelhak Nouri · Henny Noyen · Jeffrey van Nuland · Arthur Numan · Klaas Nuninga · Bram Nuytinck · Erwin Nuytinck

## O
Arie Obdam · Joop Odenthal · Marcel Oerlemans · Rick van den Oever · Ronald van Oeveren · Rachid Ofrany · Noah Ohio · Martin Okhuijsen · Edwin Olde Riekerink · Jan Olde Riekerink · Steve Olfers · Robbert Olijfveld · Frank Olijve · Ron Olyslager · Sergio Ommel · Murat Önal · Terell Ondaan · Rienk Onsman · Obi Onyeike · Peter van Ooijen · André Ooijer · Ab van Oorschot · Jason Oost · Marcel Oost · Albert van Oosten · Leen van Oosten · Mark Oosterhof · René Oosterhof · Jan Oosterhuis · Ard Oosterlee · Ron van Oosterom · Arnold Oosterveer · Jari Oosterwijk · Henk Oosterwold · Jayden Oosterwolde · Ceriel Oosthout · Joseph Oosting · André Oostrom · Sander Oostrom · Michel van Oostrum · Barry Opdam · Edo Ophof · Martin van Ophuizen · Johnatan Opoku · Endy Opoku Bernadina · Eric Orie · Yanick van Osch · Paul Oschner · Jan van Osenbruggen · Mohammed Osman · Lou Otten · Mark Otten · Bryan Ottenhoff · Heini Otto · Sami Ouaissa · Arie de Oude · Niels Oude Kamphuis · Thomas Oude Kotte · Danny den Ouden · Geert den Ouden · Piet van Oudenallen · Piet Ouderland · John Oude Wesselink · Ayoub Oufkir · Bilal Ould-Chikh · Tarik Oulida · Rob Ouwehand · Thomas Ouwejan · Charlie van den Ouweland · Joep van den Ouweland · Elvio van Overbeek · Piet van Overbeek · Louis Overbeeke · Joris van Overeem · Sjoerd Overgoor · Tomas Overhof · Edwin Overmars · Marc Overmars · Tom Overtoom · Willie Overtoom · Niels Overweg · Segun Owobowale · Leeroy Owusu · Quincy Owusu-Abeyie · Rome-Jayden Owusu-Oduro · Okan Özçelik · Serdar Öztürk · Oğuzhan Özyakup

## P
Kenneth Paal · René Paardekooper · Daan Paau · Bas Paauwe · Cees Paauwe · Patrick Paauwe · Dave Padding · Sergio Padt · Ton van der Padt · Maarten Paes · Boudewijn Pahlplatz · Theo Pahlplatz · Ronnie Pander · Elroy Pappot · Sjors Paridaans · Rajiv van La Parra · Shane Parris · Jacques van der Pas · Ferd Pasaribu · Eric te Paske · Alex Pastoor · Eddie Pasveer · Remko Pasveer · Ilounga Pata · Johan Pater · Kevin Patijn · Fred Patrick · Edinho Pattinama · Jordão Pattinama · Ton Pattinama · Mitchel Paulissen · André Paus · Ted van de Pavert · Frans Paymans · Desevio Payne · Zeus de la Paz · Luís Pedro · Patrick Peelen · Marcel Peeper · Maarten Peijnenburg · Cor Peitsman · Johan Pelk · Henry Pelleboer · Jos Peltzer · Joey Pelupessy · Guido Pen · Dennis van der Pennen · Rinke Pennings · Rob Penders · Jo Pepels · Ard van Peppen · Fabian Peppinck · Marlon Pereira · Steven Pereira · Robin van Persie · Ab Persijn · Cas Peters · Jan Peters (Feyenoord) · Jan Peters (NEC, AZ'67) · Jordens Peters · Marcel Peters · Tim Peters · Peet Petersen · Bobby Petta · Rob Philippen · Guyon Philips · Henk Pieneman · Milco Pieren · Kik Pierie · Erik Pieters · Eddy Pieters Graafland · Arië Pietersma · Kees Pijl · Alex Pijper · Peter Pijpers · Miel Pijs · Hayri Pinarci · Brian Pinas · Toevarno Pinas · Lorenzo Piqué · Mario Piqué · Mitchell Piqué · Joël Piroe · Everon Pisas · Roy Pistoor · Johan Plageman · Pablo Plak · Arjan van der Plas · Rini Plasmans · Johan Plat · Stefan Plat · Melvin Platje · Timo Plattel · Rik Platvoet · Gregory Playfair · Gilbrano Plet · Glynor Plet · Melvin Plet · Peter Pleumeekers · Nick van der Ploeg · Gerrit Plomp · Richard Plug · Ab Plugboer · Marvin van der Pluijm · Wiljan Pluim · Rick Plum · Hans van der Pluijm · Romeo Pocorni · Rob Poell · Rydell Poepon · Bert van de Pol · Sjaak Polak · Bram van Polen · Michel Poldervaart · Wesley Pollemans · Roger Polman · René Ponk · Jan Poortvliet · Bert van der Poppe · Danny Post · Edwin Post · Hans Posthumus · Stefan Postma · Paul Postuma · Cor Pot · Joran Pot · Marthijn Pothoven · Patrick Pothuizen · Michael Potkamp · Jan Pouls · Coen Poulus (voetballer) · Coen Poulus (1944) · Maarten Pouwels · Berry Powel · Alexander Prent · Denzel Prijorq · Co Prins · Lesmond Prinsen · Jerold Promes · Marino Promes · Quincy Promes · Geoffrey Prommayon · Marcel Pronk · Ton Pronk · Ton Pronk · Davy Pröpper · Robin Pröpper · Anduele Pryor · Dennis Purperhart · Djimmie van Putten · Peter van Putten · Eddy Putter

## Q
Bertus Quaars · Willy Quaedackers · Coen Quaden · Jo Quaden · Sanny Quaden · Paul Quasten · Erik Quekel · Bernard Quinoo

## R
Herman van Raalte · Jan van Raalte · Evert Radstaat · Roger Raeven · Levi Raja Boean · Prince Rajcomar · Dimitris Rallis · Rewien Ramlal · Carlos Ramos · Guy Ramos · Bart Ramselaar · Kaj Ramsteijn · Oscar van Rappard · Jan Ras · Robert-Jan Ravensbergen · André Ravestijn · Maurice Rayer · Mohamed Rayhi · Tim Receveur · Iwan Redan · Eric Redeker · Bennie Redel · Dennis van der Ree · Peter Reekers · Rob Reekers · Piet van Reenen · Errol Refos · Youri Regeer · Ferry de Regt · Erik Regtop · Eliano Reijnders · Hans Reijnders · Martin Reijnders · Tijjani Reijnders · Etiënne Reijnen · Roger Reijners · Jules Reimerink · Koen Reinerink · Michael Reiziger · Karim Rekik · Peter Remie · Jan Renders · Maikel Renfurm · Ronnie Reniers · Jesse Renken · Devyne Rensch · Sjoerd Rensen · Rob Rensenbrink · Jan van Renswouw · Johnny Rep · Leandro Resida · Leroy Resodihardjo · Stan Respen · Peter Ressel · Martijn Reuser · Carlo de Reuver · Marwin Reuvers · Remy Reijnierse · Ricardo van Rhijn · Hans Ribberink · Jerson Anes Ribeiro · Fernando Ricksen · André de Ridder · Daniel de Ridder · Eddy Ridderhof · Jaïro Riedewald · Chris Riemens · Ben Rienstra · Daan Rienstra · Ton Rietbroek · Bert Riether · Ben Rietveld · Oliver Rifai · Maceo Rigters · Daniël Rijaard · Frank Rijkaard · Cock Rijkens · Laurens Rijnbeek · Nico Rijnders · Donny Rijnink · Rob Rijnink · Wim Rijsbergen · Henk van Rijnsoever · Lex Rijnvis · Jeffrey Rijsdijk · Jelle van Rijswijk · René van Rijswijk · Ruud van der Rijt · Kees Rijvers · Lorenzo Rimkus · Niek Ripson · Levi Risamasu · Reinier Robbemond · Arjen Robben · Jonathan Robertson · Brandon Robinson · Marco Roelofsen · Richard Roelofsen · Lody Roembiak · Renzo Roemeratoe · Edgar van der Roer · Jan van Roessel · Robert Roest · Sjaak Roggeveen · Eldridge Rojer · Dolf Roks · Piet Romeijn · Arie Romijn · Hennie de Romijn · Wim de Ron · Jordy Rondeel · Thomas Rongen · Bram Rontberg · Peter de Roo · Ron de Roode · Frans van Rooij · Jan den Rooijen · Mischa Rook · Eloy Room · Lars van Roon · Marten de Roon · Rini van Roon · René Roord · Bas Roorda · Geert Arend Roorda · Ed Roos · John Roos · Kelle Roos · Frank Roosa · Frans Roosen · André Roosenburg · Harm Roossien · Jos Roossien · John Roox · Henk van Rooij · Toine Rorije · Revy Rosalia · Pablo Rosario · Elson Rosario Almeida · Raies Roshanali · Yuri Rose · Ton Rosendaal · Darren Rosheuvel · Mikhail Rosheuvel · Ger van Rosmalen · Ivo Rossen · Eric van Rossum · Demen Roumen · Jelle ten Rouwelaar · Bryan Roy · Sander Rozema · Humphrey Rudge · Tiny Ruijs · Marco Ruitenbeek · Jan Ruiter · Robbin Ruiter · Roy de Ruiter · Wesley de Ruiter · Nico Runderkamp · Randy Rustenberg · Mark Rutgers · Graeme Rutjes · Nathan Rutjes · Frans Rutten · Fred Rutten · Jos Rutten · Moreno Rutten

## S
Lesly de Sa · Pim Saathof · Driess Saddiki · Jan-Paul Saeijs · Gaston Salasiwa · Misha Salden · Ricardo Samoender · Emilio Samsey · Jort van der Sande · Roel van de Sande · Gerald Sandel · Tim Sanders · Philippe Sandler · Henk van Santen · Dabney dos Santos · Edwin van der Sar · Resham Sardar · Jeffrey Sarpong · Marco Sas · Mauro Savastano · Mustafa Saymak · Remco van der Schaaf · Eddy Schaafstra · Arno Schaap · Gerrie Schaap · Rinus Schaap · Stijn Schaars · Wout Schaft · Gregory Schaken · Ruben Schaken · Alex Schalk · Cees Schapendonk · Andy Scharmin · Dennis Scharrenburg · Jan Schatorjé · Twan Scheepers · Willy Scheepers · Harry Schellekens · Leo Schellevis · Xandro Schenk · Danny Schenkel · Dick Schenkel · Bart Schenkeveld · Mark Schenning · Bob Schepers · Ruud Schepers · Edy de Schepper · Kjell Scherpen · Damiano Schet · Mitchell Schet · Siebe Schets · Anton Scheutjens · John Scheve · Guus van Schijndel · Jan van Schijndel · Louis van Schijndel · Jelle Schijvenaars · Frank Schilder · Henny Schilder · Jaap Schilder · Robbert Schilder · Frank Schinkels · John van 't Schip · Sidney Schmeltz · Doke Schmidt · Robin Schmidt · Maurits Schmitz · Dick Schneider · Dick Schoenaker · Lex Schoenmaker · Melchior Schoenmakers · Jan Schokker · Oebele Schokker · Remco Schol · Arnold Scholten · Dominique Scholten · Mike Scholten · Youri Schoonderwaldt · Bobby Schoonens · Henny van Schoonhoven · John Schot · Sam van der Schot · Erik Schouten · Henk Schouten · Jerdy Schouten · Rik Schouw · Roger Schouwenaar · Pieter Schrassert Bert · Alfred Schreuder · Dick Schreuder · Jorg Schreuders · Danny Schreurs · Harrie Schreurs · Gerrie Schrijnemakers · Hans Schrijver · Daan Schrijvers · Danny Schrijvers · Piet Schrijvers · Piet Schroemges · Joeri Schroijen · Bernard Schuiteman · Dennis Schulp · Jan Schulting · Marchanno Schultz · Ger Schuman · Joop Schuman · Boris van Schuppen · Alje Schut · Robert Schutz · John Schuurhuizen · Carol Schuurman · Resit Schuurman · Jaap Schuurmans · Jari Schuurman · Huub Schuurs · Perr Schuurs · Levi Schwiebbe · Rik Sebens · Valéry Sedoc · Cain Seedorf · Chedric Seedorf · Clarence Seedorf · Collin Seedorf · Stefano Seedorf · Jan Seelen · Hans Segers · Boy Seijkens · Marcel Seip · Peter Selbach · Ger Senden · Willy Senders · Juanito Sequeira · Fabian Serrarens · Mats Seuntjens · Ralf Seuntjens · Xander Severina · Selman Sevinç · Serano Seymor · Randel Shakison · Esmat Shanwary · Qays Shayesteh · Gerson Sheotahul · Etienne Shew-Atjon · Joas Siahaija · Rocky Siberie · Gerald Sibon · Bas Sibum · Tim Siekman · Tom Sier · Mees Siers · Yoeri Sijbers · Victor Sikora · Sonny Silooy · Shaquille Simmons · Jerry Simons · Jevon Simons · Jimmy Simons (Sparta) · Jimmy Simons (o.a. Feyenoord, RBC, Excelsior) · Jos Simons · Regillio Simons · Sven Simons · Xavi Simons · Daley Sinkgraven · Harry Sinkgraven · Romano Sion · André Sitek · Bennie Slaats · Gerrie Slagboom · Denzel Slager · Luciano Slagveer · Joey Sleegers · Albert van der Sleen · Donovan Slijngard · Marcel van der Sloot · Rick Slor · Andwelé Slory · Arne Slot · Rob van der Sluijs · Thijs Sluijter · Dean van der Sluys · Walter Smak · Gijs Smal · Floris Smand · Orlando Smeekes · Bryan Smeets · Huub Smeets · Jorg Smeets · Raymond Smeets · Jan Smid · Arvid Smit · John Smit · Kick Smit · Marnix Smit · Milan Smit · René Smit · Daan Smith · Guy Smith · Jerry Smith · Dave Smits · Jos Smits · Joshua Smits · Piet Smits · Tom Smits · Twan Smits · Werner Smits · Eddy Smook · Richard Sneekes · Jeffrey Sneijder · Rodney Sneijder · Wesley Sneijder · Theo Snelders · Arsenio Snijders · Genaro Snijders · Mark Snijders · Oswald Snip · Evander Sno · Shaquill Sno · Keesjan Snoeck · Mike Snoei · Dick Snoek · Ferne Snoyl · Jan Soers · Frits Soetekouw · Ton Soffers · Daniël van Son · Jens van Son · Rob van Sonsbeek · Nick Soolsma · Wouter Soomer · Sylla Sow · Kees Spaan · Erwin Sparendam · Bert Spee · Johan van der Spek · Ronald Spelbos · Stijn Spierings · Hennie Spijkerman · Arno Splinter · Ben Spork · Fabian Sporkslede · Ton Sprangers · Civard Sprockel · Jan van Staa · André Stafleu · Jaap Stam · Koen Stam · René Stam · Ronnie Stam · Stefan Stam · Jeff Stans · Flip Stapper · Jordi van Stappershoef · Ayrton Statie · Adri van Staveren · Henk van Stee · Henk van Steeg · Harrie Steegh · Henk Steeman · Jeffrey van der Steen · Jop van Steen · Wouter van der Steen · Piet Steenbergen · Wim van der Steene · Ronald Steenge · Koen van Steensel · Leen van Steensel · Wout van Steenveldt · Matthew Steenvoorden · John Stegeman · Maurice Steijn · Sem Steijn · Carry Steinvoort · Maarten Stekelenburg · Bart Steltenpool · Eric Steltenpool · Calvin Stengs · Marijn Sterk · Johan Steur · Sebastiaan Steur · Sean Steur · Huub Stevens · Ron Stevens · Sonny Stevens · Jerry St. Juste · Mitch Stockentree · Romano van der Stoep · Roel Stoffels · Finn Stokkers · Richard Stolte · Cees Storm · Jacques Storm · Harald Stoter · Co Stout · Hans Stout · Bart Stovers · Roberto Straal · Frank van Straalen · Bart Straalman · Daniël van Straaten · Sander van de Streek · Jurgen Streppel · Jan Streuer · Jens Jurn Streutker · Richard Stricker · Martijn van Strien · Hans Strijbosch · Remond Strijbosch · Sam Strijbosch · Bert Strijdveen · Pleun Strik · Roy Stroeve · Jan Stroomberg · Kevin Strootman · Frank van der Struijk · Pascal Struijk · Frans Struis · Edward Sturing · Heinz Stuy · Rick Stuy van den Herik · Hesdey Suart · Joey Suk · Crysensio Summerville · Christian Supusepa · Kürşad Sürmeli · Wim Suurbier · Ruud Suurendonk · Harry Suvee · Wilbert Suvrijn · Aldo Swager · Leen Swanenburg · Sjaak Swart · Theo Swart · Jacques Sweres · Cor Swerissen · Arjan Swinkels · Frans Swinkels · Ruud Swinkels

## T
Bertram Tabbernee · Khalid Tadmine · Simon Tahamata · Justin Tahapary · Jerry Taihuttu · John Taihuttu · Stanley Tailor · Jasar Takak · Jeffrey Talan · Ricky Talan · Roy Talsma · Abel Tamata · Koos van Tamelen · Gertjan Tamerus · Erik Tammer · Dario Tanda · Oussama Tannane · Kevin Tano · Wim Tap · Hans Tassenaar · Gaston Taument · Gilbert Taument · Chakib Tayeb · Kenneth Taylor · Frans Tebak · Zier Tebbenhoff · Herman Teeuwen (1930) · Herman Teeuwen (1958) · Virgilio Teixeira · Kenny Teijsse · Dennis Telgenkamp · Henk Temming · Cees Tempelaar · Rinus Terlouw · Michael Termijn · Joost Terol · Roy Terschegget · Gerard Tervoort · Jeroen Tesselaar · Kenny Tete · Hans Tetzner · Max Tetzner · Tjapko Teuben · Brian Tevreden · Jordan Teze · Reginald Thal · Michel Thal · Randy Thenu · Bert Theunissen · Jozef Theuws · Ton Thie · Frans Thijssen · Mike Thijssen · Sander Thomas · Jordy Thomassen · Martijn Thomassen · Jan Thomée · Freek Thoone · Dwight Tiendalli · Adri van Tiggelen · Adnane Tighadouini · Roelf-Jan Tiktak · Guus Til · Wim van Til · Gerrit van Tilburg · René van Tilburg · Marty van de Tillaar · Joel Tillema · Jurriën Timber · Quinten Timber · Michael Timisela · Henk Timmer · Piet Timmermans · Reinder Timmermans · Theo Timmermans (1926) · Theo Timmermans (1989) · Gieljan Tissingh · Tarik Tissoudali · Jo Toennaer · Cees Toet · Martin Toet · Danny Tol · Dick Tol · Jack Tol · Kees Tol · Leon Tol · Nick Tol · Pier Tol · René Tol · Wim Tol · Zeger Tollenaar · Johan Toonstra · Arnoud van Toor · Matthijs van Toorn · Jens Toornstra · Remco Torken · Carlo van Tour · Karim Touzani · Peter Treffers · Eddy Treijtel · Chris Treling · Chris Trentelman · John Trentelman · Renee Troost · Sjaak Troost · William Troost-Ekong · René Trost · Giovanni Troupée · Orlando Trustfull · Ignacio Tuhuteru · Jack Tuijp · André van Tuinen · Johan Tukker · Roy Tular · Mijo Tunjić · Jayden Turfkruier · Oğuzhan Türk · Dennis den Turk · Rody Turpijn · Deniz Türüç · Jordy Tutuarima · Ad van Tuyl · Cock van der Tuijn · Klaas Tuyp

## U
Rodney Ubbergen · Guus Uhlenbeek · Rafael Uiterloo · Reza Uitman · Ali Ulusoy · Han Unaola · Peter Uneken · Loek Ursem · Leonard van Utrecht

## V
Rafael van der Vaart · Etienne Vaessen · Jack Vaessen · Stan Valckx · Calvin Valies · Marcel Valk · Sem Valk · Michel Valke · Kick van der Vall · Arsenio Valpoort · Erwin Vanderbroeck · Gerald Vanenburg · Bob Vankan · Thiemo Vanmaris · Toni Varela · Cor Varkevisser · Sietze Veen · Kevin van Veen · Leo van Veen · Jan van der Veen · Stephan Veenboer · Keziah Veendorp · Jan Veenhof · Rogier Veenstra · Wietse Veenstra · Eric Veerman · Gerrie Veerman · Henk Veerman · Joey Veerman · Pepijn Veerman · Henry van der Vegt · Marko Vejinović · Kay Velda · Nick van der Velden · Cor Veldhoen · Harm van Veldhoven · John Veldman · Henk Veldmate · Jeroen Veldmate · Mark Veldmate · Frank Veldwijk · Lars Veldwijk · Folkert Velten · Piet Velthuizen · Joël Veltman · Niek te Veluwe · Gyliano van Velzen · Peter van Velzen · Dirk van der Ven · Erik van der Ven · Micky van de Ven · Mitch van der Ven · Peter van de Ven · Ton van de Ven · Ronny Venema · Jan Vennegoor of Hesselink · Hans Venneker · Richard Vennema · Dylan Vente · Leen Vente · Danny Verbeek · Frank Verbeek · Gertjan Verbeek · Pim Verbeek · Rick Verbeek · Robert Verbeek · Aart Verberne · Juno Verberne · Maurice Verberne · Jan Verbong · Bart Verbruggen · Huub Vercoulen · Sjors Verdellen · Calvin Verdonk · Lambert Verdonk · Dominik Vergoossen · Sef Vergoossen · Thomas Verhaar · Paul Verhaegh · Bert Verhagen · Roberto Verhagen · Ruud Verhappen · Jan Verheijen · John Verhoek · Wesley Verhoek · Jeroen Verhoeven · Mark Verhoeven · Tim Verhoeven · Chris Verkaik · Ton Verkerk · Maikel Verkoelen · Mark Verkuijl · Sven Verlaan · Frank Verlaat · Antoon Verlegh · Mario Verlijsdonk · Kenneth Vermeer · Vinnie Vermeer · Vincent Vermeij · Arjan Vermeulen · Kevin Vermeulen · Pierre Vermeulen · René Vermunt · Herman Verrips · Marc Verroen · Henny Verschoor · John Verschoor · Otto Versfeld · John Versleeuwen · Johan Versluis · Rick Versteeg · Wouter Verstraaten · Etienne Verveer · Bastin Verweij · Mark Verzijlberg · Javier Vet · Paul Vet · Charlton Vicento · Raymond Victoria · Juan Viedma · Nick Viergever · Ferdi Vierklau · John Vievermans · Ed Vijent · Kevin Vijgen · Tonny Vilhena · Jan Villerius · Hans Vincent · Tim Vincken · Kevin Vink · Klaas Vink · Marciano Vink · Wimilio Vink · Eric Viscaal · Gerrit Visscher · Jeffrey de Visscher · Jacques Visschers · Dries Visser · Hans Visser · Jaap Visser · Jan de Visser · Jelle Visser · Kevin Visser · Sije Visser · Wim Visser · Wim Visser · Melvin Vissers · Ron Vlaar · Henk van der Vlag · Peter van der Vlag · Gerry Vlak · Michel Vlap · Björn Vlasblom · Leon Vlemmings · Bram van Vlerken · Ferry van Vliet · Simon van Vliet · Gavin Vlijter · Rai Vloet · Jeffrey Vlug · Mitchell de Vlugt · Gerrie Voets · Wouter de Vogel · Gerrit Voges · Wilko de Vogt · Daniël Voigt · Wim Volkerink · Wim Volkers · Joost Volmer · Jos Vonhof · Hans Vonk · Michel Vonk · Theo Vonk · Rick ten Voorde · Lance Voorjans · Ramon Voorn · Edwin Vork · Gerrit Vooys · Eddy Vorm · Michel Vorm · Ruud Vormer · Ismo Vorstermans · Niels Vorthoren · Harry Vos · Henk Vos · John Vos · Ralph Vos · Robbert de Vos · Hans Voskamp · Johan Voskamp · Bobby Vosmaer · Mark Voss · Paul Voss · Niek Vossebelt · Jonathan Vosselman · Peter van Vossen · Manus Vrauwdeunt · Mitchell te Vrede · Regilio Vrede · Gerard Vredenburg · Gerrit Vreken · Martien Vreijsen · Jan Vreman · Bart Vriends · Henk Vriens · Ale Geert de Vries · Chris de Vries · Dorus de Vries · Geert-Jelle de Vries · Guus de Vries · Johnny de Vries · Mark de Vries · Martijn de Vries · Pascal de Vries · Piet de Vries · Raymond de Vries · Remon de Vries · Richard de Vries · Willem de Vries · Anton Vriesde · Edmund Vriesde · Stefan de Vrij · Marco de Vroedt · Roland Vroomans · Edwin Vurens

## W
Walter Waalderbos · Jasper Waalkens · Ardon de Waard · Raymond de Waard · Peter van der Waart · Jelle Wagenaar · Chris de Wagt · Tobias Waisapy · Wesley Wakker · Dennis van der Wal · Rence van der Wal · Stef Walbeek · Sandy Walsh · Hans Wanders · Carlos van Wanrooij · Harald Wapenaar · Django Warmerdam · Henk Warnas · André Wasiman · Steve Wasiman · Koos Waslander · Marco Waslander · Silvester van der Water · Thijs Waterink · Boy Waterman · Ronald Waterreus · Jamie Watt · Kevin Wattamaleo · Zephnad Wattimury · Michel van Wattum · Warry van Wattum · Nuelson Wau · Nyron Wau · Sander Weenk · Chris van der Weerden · Leen van der Weel · Gerben van der Weerd · Frank Weerdenburg · Jochem de Weerdt · Paul Weerman · Ingo van Weert · Robert van der Weert · Tom van Weert · Kenny van der Weg · Bas van Wegen · Jan Weggelaar · Erik Wegh · Wout Weghorst · Albert van der Weide · Robbin Weijenberg · Frank Weijers · Vincent Weijl · Ronald Weijsters · Arend van der Wel · Theo van Well · Niels Wellenberg · Ruud Wellenberg · John van Wensveen · Hans Werdekker · Johan van der Werff · Maikel van der Werff · Daryl Werker · Ad de Wert · Henk Wery · René Wessels · Hans Westerhof · Jarno Westerman · Robert van Westerop · Sander Westerveld · André Wetzel · Sies Wever · Jurgen Wevers · Ton Wickel · Bert Wiebing · Mats Wieffer · Arjan Wiegers · Gerard Wiekens · Ad van de Wiel · Gregory van der Wiel · Jaap van der Wiel · Rob Wielaert · Leon ter Wielen · Jesse Wielinga · Mike te Wierik · Pieter Wiersma · Roel Wiersma · Ruud Wierts · Martin Wiggemansen · Johan Wigger · Dennis van Wijk · Peter Wijker · Marvin Wijks · Stef Wijlaars · Georginio Wijnaldum · Giliano Wijnaldum · Robert Wijnands · Piet Wijnberg · Owen Wijndal · Bas Wijnen · Jesse Wijnen · Clyde Wijnhard · Frank Wijnhoven · Ben Wijnstekers · Edwin de Wijs · Jordy de Wijs · John van den Wildenberg · Piet Wildschut · Yanic Wildschut · Oscar Wilffert · Faas Wilkes · Nathaniel Will · Erik Willaarts · Julius Wille · Jetro Willems · John Willems · Menno Willems · Ron Willems · Anton Willemse · Marien Willemsen · Fabian Wilnis · John Wilschut · Ulrich Wilson · Brian Wilsterman · Jordy van der Winden · Gerrie de Winkel · Sjoerd Winkens · Aron Winter · Danny Wintjens · Peter Wisgerhof · Fons van Wissen · Arjan Wisse · Sacha van Wissen · Dani de Wit · Matheus de Wit · Monne de Wit · Peter de Wit · Rob de Wit · Sem de Wit · Yannick de Wit · Ton Witbaard · Henk Witjes · Richard Witschge · Rob Witschge · Hans Witteveen · Mendel Witzenhausen · Bart Woering · Sem Wokke · John de Wolf · René Wolffs · Jerrel Wolfgang · Jerry van Wolfgang · Ricky van Wolfswinkel · Jannes Wolters · Randy Wolters · Rico Wolven · Kees van Wonderen · Stephano Wooding · Nordin Wooter · Rutger Worm · Nando Wormgoor · Vito Wormgoor · Allon Worms · Mark Wotte · Hans van der Woude · Romeo Wouden · Lucas Woudenberg · Maarten Woudenberg · Wim Woudsma · Jan Wouters · Peter Wubben

## X
Grad Xhofleer

## Y
Abdeloehap Yahia · Cihan Yalcin · Johannes Yarbug · Erdem Yeni · Atilla Yıldırım · Ismaïl Yıldırım · Uğur Yıldırım

## Z
Timo Zaal · Melvin Zaalman · Rowin van Zaanen · Brahim Zaari · Dave Zafarin · Ilias Zaimi · Yassine Zakir · Wesley Zandstra · Rini van Zanten · Hans van der Zee · Deyovaisio Zeefuik · Género Zeefuik · Marvin Zeegelaar · Simon van Zeelst · Arjan de Zeeuw · Demy de Zeeuw · Mark Zegers · Rob Zegers · Harm Zeinstra · Furhgill Zeldenrust · Migiel Zeller · Boudewijn Zenden · Sergio Zijler · Oscar Zijlstra · Sieme Zijm · Angelo Zimmerman · Wim van Zinnen · Joshua Zirkzee · Richairo Živković · Hakim Ziyech · Joh van Zoest · Jeroen Zoet · Piet de Zoete · Edwin Zoetebier · Robert-Jan Zoetmulder · Nico van Zoghel · Ramon Zomer · Romeo Zondervan · Cor Zonneveld · Mike Zonneveld · Wesley Zonneveld · Glenn van Zoolingen · Tom Zoontjes · Felitciano Zschusschen · Jordy Zuidam · Johan Zuidema · Hans Zuidersma · Daniël Zuiverloon · Gianni Zuiverloon · Michel van Zundert · Patrick van Zundert · Bert Zuurman · Gijs Zwaan · Patrick Zwaanswijk · Arno van Zwam · Kees Zwamborn · Arie van der Zwan · Dennis van der Zwan · Frank van der Zwan · Fokke Zwart · Martijn de Zwart · Nico Zwarthoed · Theo Zwarthoed · Joep Zweegers · Clemens Zwijnenberg · Robert Zwinkels